# Coelogyne carinata
Coelogyne carinata är en orkidéart som beskrevs av Robert Allen Rolfe.
Coelogyne carinata ingår i släktet Coelogyne och familjen orkidéer. Inga underarter finns listade i Catalogue of Life.